# Trypoxylon
Trypoxylon é um género de insetos himenópteros, mais especificamente de vespas pertencente à família Crabronidae.

## Espécies
Espécies selecionadas:
- Trypoxylon albipes F. Smith 1856
- Trypoxylon attenuatum F. Smith 1851
- Trypoxylon beaumonti Antropov 1991
- Trypoxylon clavicerum Lepeletier & Serville 1828
- Trypoxylon collinum
- Trypoxylon deceptorium Antropov 1991
- Trypoxylon figulus (Linnaeus 1758)
- Trypoxylon fronticorne Gussakowskij 1936
- Trypoxylon kolazyi Kohl 1893
- Trypoxylon kostylevi Antropov 1985
- Trypoxylon lactitarse Saussure 1842
- Trypoxylon latilobatum Antropov 1991
- Trypoxylon medium Beaumont 1945
- Trypoxylon megriense Antropov 1985
- Trypoxylon minus Beaumont 1945
- Trypoxylon politum Drury, 1773
- Trypoxylon rogenhoferi Kohl 1884
- Trypoxylon rubiginosum Gussakowskij 1936
- Trypoxylon scutatum Chevrier 1867
- Trypoxylon syriacum Mercet 1906